# Mario Chalmers
Almario Vernard "Mario" Chalmers (nascido em 19 maio de 1986) é um jogador profissional de basquete que atualmente está sem clube. Foi selecionado como 34ª escolha no Draft da NBA de 2008 pelo Minnesota Timberwolves. Chalmers jogou pela Universidade de Kansas por três temporadas, levando a equipe ao campeonato nacional 2007-08, após uma dramática cesta de três pontos com 2,1 segundos restantes para o fim do jogo contra o Tigres Memphis, na prorrogação, dando a vitória ao Kansas. Na temporada 2007-2008 ele foi nomeado melhor jogador do Campeonato NCAA 2008.

## High School
Chalmers estudou na Bartlett School em Anchorage, Alaska. Chalmers foi nomeado Jogador Estado 4A do Ano três vezes seguidas, juntando-se a Trajan Langdon como o único outro jogador a fazê-lo. Chalmers também levou sua escola a dois campeonatos estaduais em 2002 e 2003, e a um vice-campeonato em 2004.

## Colégio
Chalmers foi avaliado como segundo armador global na classe de recrutamento de 2005 por Rivals.com e Scout.com. Ele considerou ir para Arizona, Carolina do Norte, Wake Forest e Georgia Tech, antes de finalmente se comprometer com KU em 21 de maio 2004.

### Primeiro ano
Chalmers iniciou sua carreira universitária sendo reserva de Jeff Hawkins. Ele terminou a temporada começando 21 dos últimos 22 jogos da temporada. Terminou seu primeiro ano com média de 11,5 pontos por jogo, segundo da equipe. Ele se tornou o segundo calouro na história a vencer "12 Big Jogador Conferência das honras semana" e foi nomeado Freshman Nacional da Semana duas vezes. Ele também obteve o recorde de roubos em uma temporada por um calouro com 89. Chalmers ganhou o Prêmio de Melhor jogador (co-com Julian Wright ), e o Prêmio Lonborg  de Percentagem de lance livre (78,8%).

### Segundo ano
Chalmers foi o segundo da equipe na pontuação em 12,3 pontos por jogo, marcando 4 jogos de 20 pontos durante a temporada 06-07. Chalmers foi nomeado Co-Defensive Player of the Year com Marcus Dove de Oklahoma State. Chalmers também foi votado no All 12 Equipe Big Terceiro, e o All 12 Equipe Big defensive, e foi o jogador de torneio Big 12 Most Valuable. Seu total de 97 roubos temporada o colocou em primeiro lugar na história de Kansas.

### Anos Júnior
Chalmers teve médias de 12,8 pontos por jogo durante seu primeiro ano. Ele também liderou a equipe em assistências por jogo, com 4,3; precisão de tiro de 3 pontos, em 46,8%, e roubos de bola, com 97. Seus 97 roubos foram os maiores em uma única temporada. Ele marcou 30 pontos na vitória do Kansas contra o Texas no "Big 12 Conference tournament". Ele foi nomeado Big 12 Equipe All-Defensive Primeiro time e para a equipe Big 12 segundo time. Chalmers ajudou a sua equipe a ganhar o campeonato da NCAA 2008 com um arremesso de três pontos com 2,1 segundos para o final do jogo. O que levou a partida para a prorrogação, quando Kansas iria assumir a frente do placar e vencer o Tigres Memphis. Chalmers foi nomeado melhor jogador do torneio. Ele ficou em primeiro lugar na equipe de defesa na NCAA.

## Carreira na NBA
Depois de treinar em 13 equipes, Chalmers foi chamado como a 34ª escolha geral na segunda rodada do draft da NBA 2008 pelo Minnesota Timberwolves. Quando perguntado imediatamente após ser convocado quantas vezes ele tinha visto a cesta de três pontos contra o Memphis no campeonato da NCAA, Chalmers respondeu: "Um milhão de vezes." Os direitos de Chalmers foram posteriormente incluídos em uma troca com o Miami Heat.

### Temporada 2008-09
Chalmers começou todos os 82 jogos da temporada regular no seu ano de estreia e terminou a temporada com médias de 10,0 pontos, 4,9 assistências, 2,8 rebotes e 1,95 roubadas de bola em 32,0 minutos por jogo em quadra. Seus 1,95 roubos de bola por jogo foi o maior entre todos os calouros e o 4º maior entre todos na liga.
Em 5 de novembro de 2008, Chalmers estabeleceu um novo recorde de Miami, com 9 roubos de bola em apenas um jogo.

### Temporada 2009-10
Chalmers tinha jogado em todos os jogos do Heat até janeiro de 2010, quando no jogo 31 contra Milwaukee Bucks não foi relacionado. Foi o primeiro jogo que ele perdeu em sua carreira em dois anos. Em 31 de janeiro de 2010, uma ressonância magnética confirmou que Chalmers teve um ligamento rompido em seu polegar. Chalmers voltou da lesão, algumas semanas depois, e jogou fora o restante da temporada e os playoffs.

### Temporada 2010-11
Em 8 de julho de 2010, quando LeBron James anunciou que iria se juntar ao Miami Heat, Chalmers passou a usar seu número de colegiado 15, e James passou a usar o número 6, que era de Chalmers. No jogo 5 das finais da NBA 2011, Chalmers fez um arremesso do meio da quadra no estouro do cronômetro do primeiro quarto para dar ao Miami Heat uma vantagem de 31-30, mas o Heat viria a perder o jogo para o Dallas Mavericks 112-103. Chalmers fez 15 pontos, quatro rebotes, duas assistências e um roubo. No jogo 6, o Heat caiu para o Mavericks, terminando com o vice campeonato.

### Temporada 2011-12
Em 15 de junho de 2011, o Heat estendeu a oferta de qualificação para Chalmers, tornando-o um agente livre restrito na offseason. Em 9 de dezembro de 2011, Chalmers oficialmente re-assinou contrato com o Heat por 3 anos e $12 milhões. Ele marcou 29 pontos em uma vitória após 3 prorrogações sobre o Atlanta Hawks em 5 de janeiro de 2012. Em 15 de fevereiro de 2012, a NBA anunciou que Chalmers, juntamente com o colega do Heat James Jones, estavam indo para participar do fim de semana NBA All-Star de três pontos. No entanto, Chalmers foi eliminado na primeira rodada.
Estatisticamente, Chalmers teve sua melhor temporada regular desde seu ano de estreia, e teve elevações da carreira tanto no percentual de três pontos e porcentagem de arremessos. No jogo 4 da série playoff pela segunda rodada contra o Indiana Pacers, Chalmers marcou 25 pontos. No jogo 5, pegou 11 rebotes e marcou 8 pontos.
Chalmers foi muito elogiado por seu desempenho de 25 pontos no jogo 4 das finais da NBA 2012 contra o Oklahoma City Thunder. Ele marcou 12 pontos no quarto período para ajudar o Heat ganhar o jogo. No jogo 5 das finais da NBA, Chalmers marcou 10 pontos, 7 assistências e dois rebotes em 34 minutos de jogo, Chalmers e o Miami Heat ganharam o título de 2012 da NBA. Foi o primeiro título de Chalmers na NBA.

### Temporada 2012-13
Ao final da temporada regular, o Heat terminou com o recorde da franquia 66-16, ficando com a melhor campanha da liga. Chalmers teve médias de 8,6 pontos, 2,2 rebotes e 3,5 assistências por jogo, tendo um aproveitamento de 42,9% dos arremessos de quadra.
Nos playoffs, o Heat enfrentou o Milwaukee Bucks na primeira rodada e venceu a série por 4-0. Na segunda rodada, o Heat perdeu o jogo 1 em casa, mas se recuperou em venceu o Chicago Bulls por 4-1 e foi pelo terceiro ano consecutivo à final da conferência leste.
Na final da conferencia, Miami enfrentou o Indiana Pacers. O Heat, venceu os Pacers após 7 jogos, indo pela terceira vez seguida à final da NBA.
Nas finais da NBA, o Heat enfrentou o San Antonio Spurs. A série foi ao jogo sete e o Heat venceu pelo segundo ano seguido.

### Temporada 2013-14
Ao final da temporada regular, o Heat ficou com a segunda colocação no leste, atrás do Indiana Pacers. Chalmers obteve médias de 9.8 pontos, 2.9 rebotes e 4.9 assistências por jogo. O Heat enfrentou o Charlotte Bobcats na primeira rodada dos playoffs. A equipe se classificou para as semifinais da conferência leste, vencendo a série por 4-0. Na segunda rodada, o Miami Heat venceu o Brooklyn Nets por 4-1 e avançou pelo quarto ano consecutivo para a final da conferência leste. Nas finais da conferencia leste, o Heat enfrentou pelo segundo ano consecutivo o Indiana Pacers. Após perder o primeiro jogo em Indiana, o Heat mostrou poder de recuperação e venceu a série por 4-2, chegando pelo quarto ano consecutivo as finais da liga. Porém, o Heat foi derrotado pelo San Antonio Spurs em 5 jogos, numa reedição das finais do ano anterior.

## Estatísticas na NBA
| † | Campeão da temporada da NBA |

### Temporada Regular
| Ano      | Equipe | PJ  | PT  | MPJ  | AP   | 3P   | LL   | RT  | AS  | BR  | TO  | PPJ  |
| -------- | ------ | --- | --- | ---- | ---- | ---- | ---- | --- | --- | --- | --- | ---- |
| 2008-09  | Heat   | 82  | 82  | 32.0 | .420 | .367 | .767 | 2.8 | 4.9 | 2.0 | 0.1 | 10.0 |
| 2009-10  | Heat   | 73  | 22  | 24.8 | .401 | .318 | .745 | 1.8 | 3.4 | 1.2 | 0.2 | 7.1  |
| 2010-11  | Heat   | 70  | 28  | 22.6 | .399 | .359 | .871 | 2.1 | 2.5 | 1.1 | 0.1 | 6.4  |
| 2011-12  | Heat†  | 64  | 64  | 28.5 | .448 | .388 | .792 | 2.7 | 3.5 | 1.5 | 0.2 | 9.8  |
| 2012-13  | Heat†  | 77  | 77  | 26.9 | .429 | .409 | .795 | 2.2 | 3.5 | 1.5 | 0.2 | 8.6  |
| 2013-14  | Heat   | 73  | 73  | 29.8 | .454 | .385 | .742 | 2.9 | 4.9 | 1.6 | 0.2 | 9.8  |
| Carreira |        | 439 | 346 | 27.5 | .427 | .373 | .775 | 2.4 | 3.8 | 1.5 | 0.2 | 8.6  |

### Playoffs
| Ano      | Equipe | PJ | PT | MPJ  | AP   | 3P   | LL   | RT  | AS  | BR  | TO  | PPJ  |
| -------- | ------ | -- | -- | ---- | ---- | ---- | ---- | --- | --- | --- | --- | ---- |
| 2008-09  | Heat   | 7  | 7  | 33.0 | .400 | .286 | .714 | 2.7 | 4.4 | 2.9 | 0.1 | 7.3  |
| 2009-10  | Heat   | 5  | 0  | 26.2 | .450 | .350 | .846 | 1.8 | 2.6 | 0.6 | 0.0 | 10.8 |
| 2010-11  | Heat   | 21 | 1  | 24.3 | .435 | .381 | .719 | 1.9 | 2.1 | 1.3 | 0.0 | 7.8  |
| 2011-12  | Heat†  | 23 | 23 | 35.6 | .442 | .359 | .717 | 3.7 | 3.9 | 1.2 | 0.3 | 11.3 |
| 2012-13  | Heat†  | 23 | 23 | 28.3 | .415 | .353 | .755 | 2.3 | 3.1 | 0.9 | 0.0 | 9.4  |
| 2013-14  | Heat   | 20 | 19 | 26.8 | .423 | .349 | .760 | 2.3 | 3.6 | 1.0 | 0.3 | 6.4  |
| Carreira |        | 99 | 73 | 29.1 | .429 | .357 | .742 | 2.5 | 3.2 | 1.2 | 0.2 | 8.8  |